# هرم بن حيان
هرم بن حيان هو تابعي كان عاملاً لعمر بن الخطاب أحد العابدين.

## نسبه
بني عبد بن عامر بن ربيعة بن شهر بن الحجر ، ويقال الأزدي البصري.

## حیاته
حدَّث عن عمر بن الخطاب وروى عنه الحسن البصري وغيره. وليَ بعض الحروب في أيام عمر وعثمان ببلاد فارس، وقال ابن سعد كان عاملا لعمر وكان ثقة له فضل وعبادة. قدم هرم دمشق في طلب أويس القرني. قال ابْنُ عَبْدِ الْبَرِّ: هو من صغار الصحابة.

## أخباره
- قيل كان هرم يخرج في بعض الليل وينادي بأعلى صوته: «عجبت من الجنة كيف نام طالبها وعجبت من النار كيف نام هاربها، ثم يقول ﴿أَفَأَمِنَ أَهْلُ الْقُرَى أَنْ يَأْتِيَهُمْ بَأْسُنَا بَيَاتًا وَهُمْ نَائِمُونَ ۝٩٧﴾ [الأعراف:97]».
- وعن حميد بن هلال قيل لهرم بن حيان العبدي أوص قال قد صدقتني، نفسي ومالي ما أوصى به، ولكن أوصيكم بخواتيم سورة النحل.
- وعن مالك بن دينار قال: «أوقد هرم نارًا فجاء قومه فسلموا من بعيد قال أدنوا قالوا ما نقدر من النار، قال فتريدون أن تلقوني في نار أعظم.»[5]
- وعنه أنه قال: «إياكم والعالم الفاسق»، فبلغ عمر فكتب إليه وأشفق منها: «ما العالم الفاسق؟» فكتب: «ما أردت إلا الخير ويكون إمام يتكلم بالعلم ويعمل بالفسق ويشبه على الناس فيضلوا».
- وعن الوليد بن هشام القحذمي عن أبيه عن جده أن عثمان بن أبي العاص وجه هرم بن حيان إلى قلعة فافتتحها عنوة.
- وقال قتادة كان هرم بن حيان: «يقول ما أقبل عبد بقلبه إلى الله إلا أقبل الله بقلوب المؤمنين إليه حتى يرزقه ودهم.»

## وفاته
قال الحسن : مات هرم بن حيان في يوم صائف شديد الحر . فلما نفضوا أيديهم عن قبره جاءت سحابة تسير حتى قامت على قبره فلم تكن أطول منه ولا أقصر ، فرشته حتى روته ثم انصرفت .
وعن قتادة : أمطر قبر هرم بن حيان من يومه ، وأنبت العشب من يومه